# Ульрік Янссон
Ульрік Янссон (швед. Ulrik Jansson, нар. 2 лютого 1968) — колишній шведський футболіст, що грав на позиції півзахисника.
Насамперед відомий виступами за клуби «Естерс» та «Гельсінгборг», а також національну збірну Швеції.

## Клубна кар'єра
У дорослому футболі дебютував 1984 року виступами за «Вернамо», в якій провів два сезони, взявши участь у 26 матчах чемпіонату.
Своєю грою за цю команду привернув увагу представників тренерського штабу «Естерса», до складу якого приєднався на початку 1986 року. Відіграв за команду з Векше наступні вісім сезонів своєї ігрової кар'єри. Більшість часу, проведеного у складі «Естерса», був основним гравцем команди.
На початку 1994 року уклав контракт з «Гельсінгборгом», у складі якого провів наступні десять сезонів своєї кар'єри гравця.
Завершив професійну ігрову кар'єру у нижчоліговому шведському клубі «Енгельгольм ФФ», за команду якого виступав протягом сезону 2004 року.

## Виступи за збірну
22 серпня 1990 року дебютував в офіційних матчах у складі національної збірної Швеції в виграному товариському матчі проти збірної Норвегії (2-1). 
У складі збірної був учасником чемпіонату світу 1990 року в Італії, проте не вийшов на поле жодного разу.
Протягом кар'єри у національній команді, яка тривала усього 2 роки, провів у формі головної команди країни 6 матчів.

## Досягнення
- Чемпіонат Швеції
  - Чемпіон (1): 1999
  - Віце-чемпіон (3): 1995, 1998, 2000
- Кубок Швеції
  - Володар кубка (1): 1997-98
  - Фіналіст (1): 1993-94